# Прапор Забайкальського краю
Прапор Забайкальського краю ще не затверджений і не розроблений. Поки Читинська область і Агінський Бурятський округ використовують нинишні символи.
Забайкальський край утворений 1 березня 2008 року в результаті об'єднання Читинської області і Агінського Бурятського автономного округу.

Прапор Читинської області

## Опис
Прапор Читинської області є прямокутне полотнище, розділене вилоподібно на три частини (поля N 1, N 2, N 3).
Рівнобедрений трикутник (поле N 1) має підставу, рівну ширині прапора, і висоту, рівну половині довжини. Поле N 1 — жовтого кольору, поле N 2 — зеленого кольору, поле N 3 — червоного кольору. Відношення ширини прапора до його довжини 2:3.

Прапор Агінського Бурятського округу

Прапор Агінського Бурятського округу є прямокутне полотнище з трьох рівновеликих вертикальних смуг: лівої — синього, середньої — жовтого і правої — білого кольорів. У верхньому лівому кутку полотнища розташований символ — соємбо, верхня точка якого в середині синьої смуги на відстані 1/20 ширини прапора від верхнього краю полотнища.